# Леганьєль
Леганьєль (ісп. Leganiel) — муніципалітет в Іспанії, у складі автономної спільноти Кастилія-Ла-Манча, у провінції Куенка. Населення — 224 особи (2010).
Муніципалітет розташований на відстані близько 70 км на південний схід від Мадрида, 70 км на захід від Куенки.

## Демографія
Динаміка населення (INE ):